# 歐登塞灣

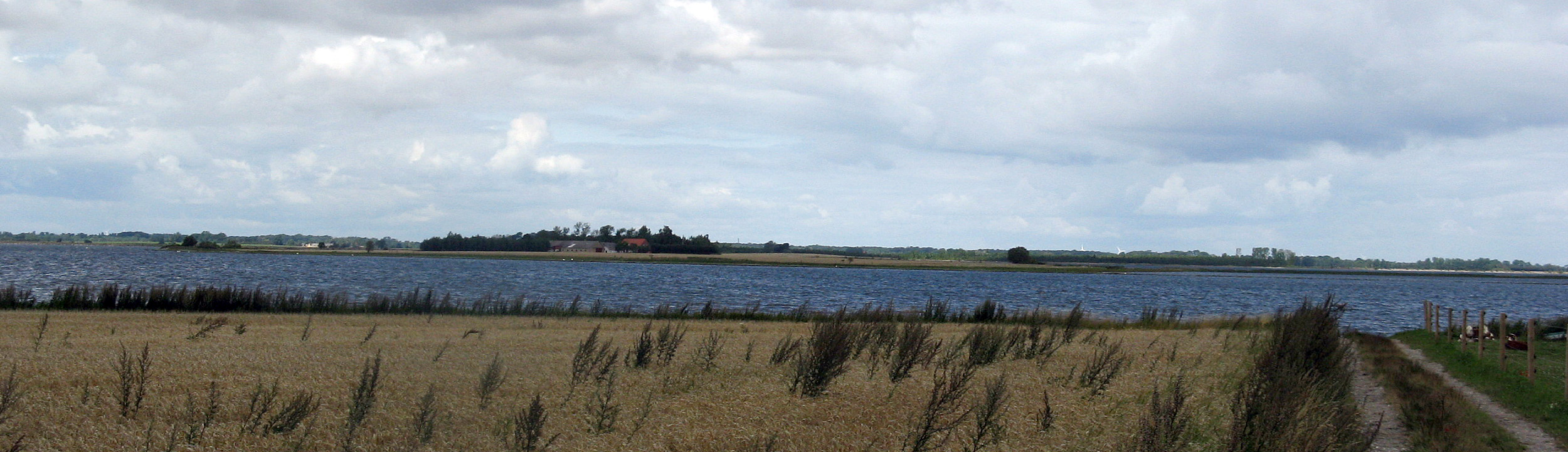

55°30′N 10°34′E / 55.500°N 10.567°E
歐登塞灣，是丹麥的海灣，位於該國第三大島嶼菲英岛北部，長13公里，面積約63平方公里，集水區面積約1,060平方公里，主要島嶼有維厄爾斯島和措恩島。